# Archimimus longespinus
Archimimus longespinus är en tvåvingeart som beskrevs av Guilherme A.M.Lopes 1988. Archimimus longespinus ingår i släktet Archimimus och familjen köttflugor. Inga underarter finns listade i Catalogue of Life.